# André Schubert
André Schubert (Kassel, Alemania, 24 de julio de 1971) es un exfutbolista y entrenador alemán. Actualmente está libre.

## Biografía
Inicios
Schubert compatibilizó sus estudios de deporte y lengua alemana en la Universidad de Kassel con la práctica del fútbol y el trabajo como entrenador de jóvenes. Jugó en varios equipos modestos del país y se retiró en 2002, siendo jugador y entrenador del KSV Baunatal. Dos años después obtuvo el título, siendo uno de los mejores de su promoción. Durante esos tiempos también trabajó para la Federación Alemana de Fútbol.
SC Paderborn
En marzo de 2006, Schubert comenzó su trayectoria como técnico profesional dirigiendo al equipo filial del SC Paderborn 07. En mayo de 2009, se hizo cargo del primer equipo, logrando 4 victorias que le permitieron ascender a la 2. Bundesliga.
FC St. Pauli
En mayo de 2011, firmó un contrato de tres años como entrenador del FC St. Pauli. Fue destituido en septiembre de 2012, tras una mala racha de una victoria en 7 partidos.
Seleccionador sub-15
Entre 2014 y 2015, fue el seleccionador sub-15 de Alemania. 
Borussia Mönchengladbach
Posteriormente, en junio de 2015, llegó al banquillo del Borussia Mönchengladbach II. Sin embargo, en septiembre de 2015, tuvo que tomar las riendas del primer equipo del Borussia Mönchengladbach de forma provisional para sustituir al dimisionario Lucien Favre. Debutó con éxito en el Borussia-Park, ya que su equipo venció por 4-2 al F.C. Augsburgo, y ganó los 3 partidos siguientes, sacando al equipo de los puestos de descenso. La buena racha continuó y el Borussia Mönchengladbach llegó a situarse en la primera mitad de la clasificación de la Bundesliga, por lo que el club confirmó a Schubert hasta 2017. En la 15.ª jornada, el Borussia Mönchengladbach gana por 3 a 1 al Bayern de Múnich y escala hasta la 3.ª posición de la Bundesliga, terminando la primera vuelta del torneo como 4.º clasificado. En cambio, no pudo evitar la eliminación del equipo en la fase de grupos de la Champions. No obstante, el Borussia Mönchengladbach terminó la temporada con buena nota al obtener el 4.º puesto en la Bundesliga 2015-16.
El 27 de septiembre de 2016, Schubert renovó su contrato con el club por dos años más. Sin embargo, el 21 de diciembre de 2016, tras obtener una sola victoria en los 11 últimos partidos de la Bundesliga (en la que era el 14.º clasificado tras 16 jornadas) y caer eliminado en la fase de grupos de la Liga de Campeones, fue cesado en sus funciones.
Eintracht Braunschweig
El 10 de octubre de 2018, ficha por el Eintracht Braunschweig de la 3. Liga, donde permaneció hasta junio de 2019.
Holstein Kiel
Al acabar contrato con el Eintracht Braunschweig empieza a entrenar al Holstein Kiel de la 2. Bundesliga, estuvo en el cargo hasta el 15 de septiembre de 2019.
Ingolstadt 04
Dos temporadas después comienza a entrenar al Ingolstadt 04 también de la 2. Bundesliga, permaneció en el cargo hasta el 8 de diciembre de 2021, donde fue destituido al no sumar ni una sola victoria en 9 partidos.

## Clubes

### Como jugador
| Club           | País     | Año       |
| -------------- | -------- | --------- |
| TSV Rothwesten | Alemania | 1995      |
| FSC Lohfelden  | Alemania | 1995-1997 |
| TSV Wolfsange  | Alemania | 1997-1999 |
| OSC Vellmar    | Alemania | 1999-2000 |
| KSV Baunatal   | Alemania | 2000-2002 |

### Como entrenador
| Club                         | País     | Año       | P  | PG | PE | PP | % v.  |
| ---------------------------- | -------- | --------- | -- | -- | -- | -- | ----- |
| SC Paderborn 07 II           | Alemania | 2006-2009 |    |    |    |    |       |
| SC Paderborn 07              | Alemania | 2009-2011 | 74 | 28 | 18 | 28 | 37.84 |
| FC St. Pauli                 | Alemania | 2011-2012 | 43 | 20 | 11 | 12 | 46.51 |
| Selección sub-15 de Alemania | Alemania | 2014-2015 | 2  | 1  | 0  | 1  | 50    |
| Borussia Mönchengladbach II  | Alemania | 2015      | 9  | 4  | 4  | 1  | 44.44 |
| Borussia Mönchengladbach     | Alemania | 2015-2016 | 62 | 28 | 12 | 22 | 45.16 |
| Eintracht Braunschweig       | Alemania | 2018-2019 | 27 | 9  | 10 | 8  | 33.33 |
| Holstein Kiel                | Alemania | 2019      | 7  | 2  | 2  | 3  | 28.57 |
| Ingolstadt 04                | Alemania | 2021      | 9  | 0  | 3  | 6  | 0     |